# Marc Diakiese
Marc Diakiese, född 16 mars 1993, är en kongolesisk-engelsk MMA-utövare som sedan 2016 tävlar i organisationen Ultimate Fighting Championship.